# 2013年亞洲青年運動會擊劍比賽
2013年亞洲青年運動會擊劍比賽於2013年8月19日至23日在南京國際博覽中心E棟舉行。

## 獎牌得主

### 男子
| 項目 | 金牌                       | 银牌                       | 铜牌                         |
| 銳劍 | Gu Xinyuan · 中国（CHN）   | Zhu Haiyu · 中国（CHN）    | Zachary Chen · 新加坡（SIN） |
| 銳劍 | Gu Xinyuan · 中国（CHN）   | Zhu Haiyu · 中国（CHN）    | 古俣聖 · 日本（JPN）         |
| 鈍劍 | 張家朗 · 中国香港（HKG）   | 西藤俊哉 · 日本（JPN）     | Wang Weifa · 中国（CHN）     |
| 鈍劍 | 張家朗 · 中国香港（HKG）   | 西藤俊哉 · 日本（JPN）     | 黄梦恺 · 中国（CHN）         |
| 軍刀 | Xu Qiancheng · 中国（CHN） | Bag Do-young · 韩国（KOR） | Choy Yu Yong · 新加坡（SIN） |
| 軍刀 | Xu Qiancheng · 中国（CHN） | Bag Do-young · 韩国（KOR） | Zhang Qian · 中国（CHN）     |

### 女子
| 項目 | 金牌                        | 银牌                        | 铜牌                           |
| 銳劍 | Zhong Peiying · 中国（CHN） | Debbie Ho · 中国香港（HKG） | Mai Yonglan · 中国（CHN）      |
| 銳劍 | Zhong Peiying · 中国（CHN） | Debbie Ho · 中国香港（HKG） | 鄭雅方 · 中华台北（TPE）       |
| 鈍劍 | 陈情缘 · 中国（CHN）        | 宫胁花纶 · 日本（JPN）      | Lau Cheuk Yu · 中国香港（HKG） |
| 鈍劍 | 陈情缘 · 中国（CHN）        | 宫胁花纶 · 日本（JPN）      | Xiong Xueying · 中国（CHN）    |
| 軍刀 | Ayaka Mukae · 日本（JPN）   | Guo Yiqi · 中国（CHN）      | Jolie Lee · 新加坡（SIN）      |
| 軍刀 | Ayaka Mukae · 日本（JPN）   | Guo Yiqi · 中国（CHN）      | Zang Yuqi · 中国（CHN）        |

## 獎牌榜
| 排名 | 国家／地区      | 金牌 | 银牌 | 铜牌 | 總數 |
| ---- | --------------- | ---- | ---- | ---- | ---- |
| 1    | 中国（CHN）     | 4    | 2    | 6    | 12   |
| 2    | 日本（JPN）     | 1    | 2    | 1    | 4    |
| 3    | 中国香港（HKG） | 1    | 1    | 1    | 3    |
| 4    | 韩国（KOR）     | 0    | 1    | 0    | 1    |
| 5    | 新加坡（SIN）   | 0    | 0    | 3    | 3    |
| 6    | 中华台北（TPE） | 0    | 0    | 1    | 1    |
| 總計 | 總計            | 6    | 6    | 12   | 24   |